# Акші (Ілійський район)
Акші́ (каз. Ақши) — село у складі Ілійського району Алматинської області Казахстану. Адміністративний центр Куртинського сільського округу.
У радянські часи село називалось Акшій.
Населення — 5650 осіб (2021; 5646 у 2009, 4662 у 1999, 6600 у 1989).